# بطولة دوري المنطقة الغربية في السعودية
بطولة دوري المنطقة الغربية هي بطولة وديه على مستوى المنطقة الغربية في المملكة العربية السعودية، شملت هذه البطولة أندية الأهلي والإتحاد والوحدة وبقية أندية المنطقة الغربية، ولا تشمل أندية المنطقة الوسطى والشرقية والجنوبية والشمالية، حيث كان لكل منطقة دوري خاص فيها، ولا يعتبر دوري عام.

## نبذة
البطولة كانت عبارة عن تصفيات لكأس الملك، أقيمت أول بطولة عام 1966، في عام 1975م تم فرز الأندية بواسطة البطولة التصنيفية، تمهيداً لإنطلاق الدوري السعودية عام 1976م.